# Sega RingWide
Sega RingWide es una placa de arcade creada por Sega destinada a los salones arcade.

## Descripción
El Sega RingWide fue lanzada por Sega en 2009, y está basada en un PC, aunque en potencia es levemente inferior a la placa Sega RingEdge.
Posee un procesador Intel Celeron 440 @ 2 GHz. y una GPU AMD.
En esta placa funcionaron 16 títulos.

## Especificaciones técnicas
- Procesador: Intel Celeron 440 @ 2 GHz.
- Memoria Ram: 1 GB DDR2 PC2-5300
- Video: AMD con 128 MB de RAM GDDR3, soporta Shader Model 4.0 y 2x pantallas 1920×1200.
- Audio: 5.1 ch HD Audio
- HDD: 8 GB Compact Flash
- Sistema Operativo: Microsoft Windows Embedded Standard 7
- Red: Onboard gigabit LAN

## Lista de videojuegos
- Chaos Code
- Gacchu Guts / Mushiking Battle Gacchu-Guts
- Gettenka War History
- Lets Go Island
- Lilpri Yubipuru Hime Chen!
- Lilpri Yubipuru Hime Chen! 2
- Lilpri Yubipuru Hime Chen! 3
- Medaru no Gunman
- Melty Blood Actress Again Current Code
- Operation G.H.O.S.T.
- Pengo / Pongoe
- Sangokushi Taisen HA / Samurai Wars / Warring States
- Sega & Sonic All-Stars Racing Arcade
- Sega Golden Gun
- Sega Racing Classic
- Tetris The Grand Master 4: The Masters of Round